# Csaba Vidács
Csaba Vidács, född den 22 november 1947 i Szőny, Ungern, är en ungersk före detta fotbollsspelare som medverkade i det ungerska lag som tog OS-silver i fotbollsturneringen vid de olympiska sommarspelen 1972 i München.